# Andrey Yeshchenko
Bản mẫu:Eastern Slavic name
Andrey Olegovich Yeshchenko (tiếng Nga: Андрей Олегович Ещенко; sinh ngày 9 tháng 2 năm 1984) là một cầu thủ bóng đá người Nga thi đấu ở vị trí hậu vệ phải cho F.K. Spartak Moskva.

## Sự nghiệp

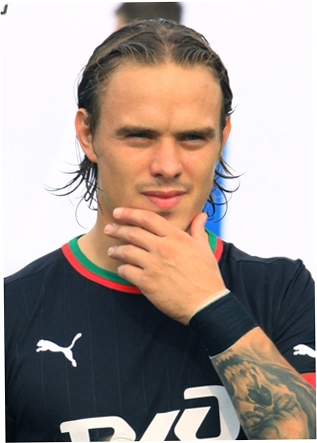
Yeshchencko cùng với Lokomotiv năm 2012

Yeshchenko trở nên nổi tiếng khi thi đấu thời gian ngắn cho F.K. Dynamo Kyiv năm 2006. Mặc dù được xem là cầu thủ đội một trong suốt thời gian ở Kiev, Yeshchenko phàn nàn về sự khó khăn trong luyện tập thể lực tại Dynamo. Vì vậy, ban quản lý Dynamo trả anh về lại Muscovite.
Vào tháng 10 năm 2012 anh được bầu chọn là cầu thủ xuất sắc nhất tháng của F.K. Lokomotiv Moskva.
Ngày 1 tháng 7 năm 2014, Yeshchenko ký hợp đồng với Kuban Krasnodar với bản hợp đồng cho mượn một mùa giải cùng điều khoản mua đứt.
Vào ngày 16 tháng 6 năm 2016, anh ký hợp đồng với F.K. Spartak Moskva.

### Thống kê sự nghiệp
Tính đến 13 tháng 5 năm 2018
| Câu lạc bộ                 | Mùa giải             | Giải vô địch                    | Giải vô địch | Giải vô địch | Cúp     | Cúp       | Châu lục | Châu lục  | Khác    | Khác      | Tổng cộng | Tổng cộng |
| Câu lạc bộ                 | Mùa giải             | Hạng đấu                        | Số trận      | Bàn thắng    | Số trận | Bàn thắng | Số trận  | Bàn thắng | Số trận | Bàn thắng | Số trận   | Bàn thắng |
| -------------------------- | -------------------- | ------------------------------- | ------------ | ------------ | ------- | --------- | -------- | --------- | ------- | --------- | --------- | --------- |
| FC Zvezda Irkutsk          | 2003                 | PFL                             | 15           | 1            | 3       | 0         | –        | –         | –       | –         | 18        | 1         |
| FC Zvezda Irkutsk          | 2004                 | PFL                             | 27           | 2            | 2       | 0         | –        | –         | –       | –         | 29        | 2         |
| FC Zvezda Irkutsk          | Tổng cộng            | Tổng cộng                       | 42           | 3            | 5       | 0         | 0        | 0         | 0       | 0         | 47        | 3         |
| F.K. Khimki                | 2005                 | FNL                             | 34           | 2            | 7       | 0         | –        | –         | –       | –         | 41        | 2         |
| F.K. Dynamo Kyiv           | 2005–06              | Giải bóng đá ngoại hạng Ukraina | 10           | 1            | 2       | 0         | –        | –         | –       | –         | 12        | 1         |
| F.K. Dynamo Moskva         | 2006                 | Giải bóng đá ngoại hạng Nga     | 9            | 0            | 1       | 0         | –        | –         | –       | –         | 10        | 0         |
| F.K. Dynamo Kyiv           | 2006–07              | Giải bóng đá ngoại hạng Ukraina | 1            | 0            | 0       | 0         | 0        | 0         | 1       | 0         | 2         | 0         |
| F.K. Dynamo Kyiv           | Tổng cộng (2 spells) | Tổng cộng (2 spells)            | 11           | 1            | 2       | 0         | 0        | 0         | 1       | 0         | 14        | 1         |
| F.K. Dynamo-2 Kyiv         | 2006–07              | Ukrainian First League          | 9            | 0            | –       | –         | –        | –         | –       | –         | 9         | 0         |
| FC Dnipro                  | 2007–08              | Giải bóng đá ngoại hạng Ukraina | 14           | 0            | 0       | 0         | 0        | 0         | –       | –         | 14        | 0         |
| FC Dnipro                  | 2008–09              | Giải bóng đá ngoại hạng Ukraina | 6            | 0            | 0       | 0         | 2        | 0         | –       | –         | 8         | 0         |
| FC Dnipro                  | Tổng cộng            | Tổng cộng                       | 20           | 0            | 0       | 0         | 2        | 0         | 0       | 0         | 22        | 0         |
| FC Arsenal Kyiv            | 2008–09              | Giải bóng đá ngoại hạng Ukraina | 11           | 0            | –       | –         | –        | –         | –       | –         | 11        | 0         |
| FC Arsenal Kyiv            | 2009–10              | Giải bóng đá ngoại hạng Ukraina | 26           | 1            | 1       | 0         | –        | –         | –       | –         | 27        | 1         |
| FC Arsenal Kyiv            | 2010–11              | Giải bóng đá ngoại hạng Ukraina | 30           | 0            | 4       | 0         | –        | –         | –       | –         | 34        | 0         |
| FC Arsenal Kyiv            | Tổng cộng            | Tổng cộng                       | 67           | 1            | 5       | 0         | 0        | 0         | 0       | 0         | 72        | 1         |
| F.K. Volga Nizhny Novgorod | 2011–12              | Giải bóng đá ngoại hạng Nga     | 12           | 0            | 0       | 0         | –        | –         | –       | –         | 12        | 0         |
| F.K. Lokomotiv Moskva      | 2011–12              | Giải bóng đá ngoại hạng Nga     | 7            | 0            | 0       | 0         | 0        | 0         | –       | –         | 7         | 0         |
| F.K. Lokomotiv Moskva      | 2012–13              | Giải bóng đá ngoại hạng Nga     | 17           | 1            | 1       | 0         | –        | –         | –       | –         | 18        | 1         |
| F.K. Lokomotiv Moskva      | Tổng cộng            | Tổng cộng                       | 24           | 1            | 1       | 0         | 0        | 0         | 0       | 0         | 25        | 1         |
| F.K. Anzhi Makhachkala     | 2012–13              | Giải bóng đá ngoại hạng Nga     | 2            | 0            | 0       | 0         | 4        | 0         | –       | –         | 6         | 0         |
| F.K. Anzhi Makhachkala     | 2013–14              | Giải bóng đá ngoại hạng Nga     | 16           | 0            | 0       | 0         | 7        | 0         | –       | –         | 23        | 0         |
| F.K. Kuban Krasnodar       | 2014–15              | Giải bóng đá ngoại hạng Nga     | 21           | 0            | 2       | 0         | –        | –         | –       | –         | 23        | 0         |
| F.K. Anzhi Makhachkala     | 2015–16              | Giải bóng đá ngoại hạng Nga     | 16           | 0            | 1       | 1         | –        | –         | –       | –         | 17        | 1         |
| F.K. Anzhi Makhachkala     | Tổng cộng (2 spells) | Tổng cộng (2 spells)            | 34           | 0            | 1       | 1         | 11       | 0         | 0       | 0         | 46        | 1         |
| F.K. Dynamo Moskva         | 2015–16              | Giải bóng đá ngoại hạng Nga     | 9            | 0            | 1       | 0         | –        | –         | –       | –         | 10        | 0         |
| F.K. Dynamo Moskva         | Tổng cộng (2 spells) | Tổng cộng (2 spells)            | 18           | 0            | 2       | 0         | 0        | 0         | 0       | 0         | 20        | 0         |
| F.K. Spartak Moskva        | 2016–17              | Giải bóng đá ngoại hạng Nga     | 25           | 1            | 0       | 0         | 2        | 0         | –       | –         | 27        | 1         |
| F.K. Spartak Moskva        | 2017–18              | Giải bóng đá ngoại hạng Nga     | 23           | 0            | 3       | 0         | 7        | 0         | 1       | 0         | 34        | 0         |
| F.K. Spartak Moskva        | Tổng cộng            | Tổng cộng                       | 48           | 1            | 3       | 0         | 9        | 0         | 1       | 0         | 61        | 1         |
| Tổng cộng sự nghiệp        | Tổng cộng sự nghiệp  | Tổng cộng sự nghiệp             | 340          | 9            | 28      | 1         | 22       | 0         | 2       | 0         | 392       | 10        |

## Sự nghiệp quốc tế

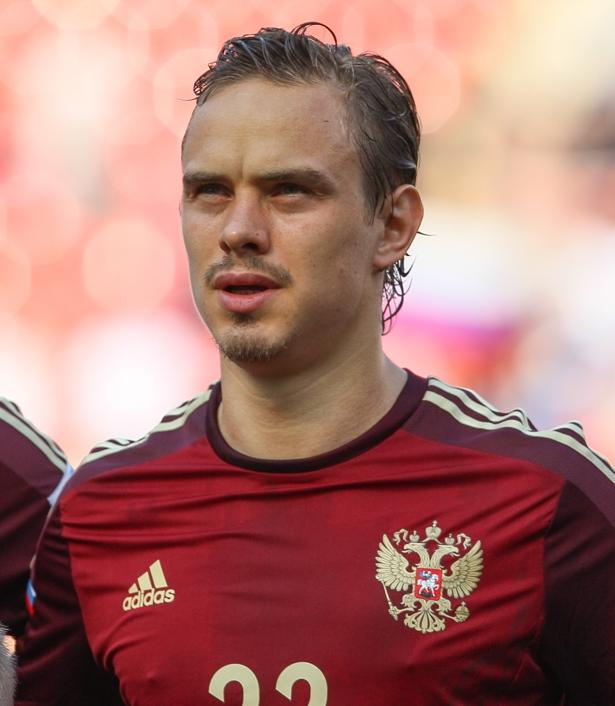
Yeshchencko cùng với Nga năm 2014

Anh ra mắt cho đội tuyển quốc gia vào ngày 11 tháng 9 năm 2012 trong trận đấu tại vòng loại Giải vô địch bóng đá thế giới 2014 trước Israel.
Vào ngày 2 tháng 6 năm 2014, anh có tên trong Đội hình của Nga tham dự Giải vô địch bóng đá thế giới 2014.

## Danh hiệu
Dynamo Kyiv
- Cúp bóng đá Ukraina (1): 2005–06
- Siêu cúp bóng đá Ukraina (1): 2006

Spartak Moskva
- Giải bóng đá ngoại hạng Nga (1): 2016–17
- Siêu cúp bóng đá Nga (1): 2017